# Galina Nikolajewna Jermolajewa

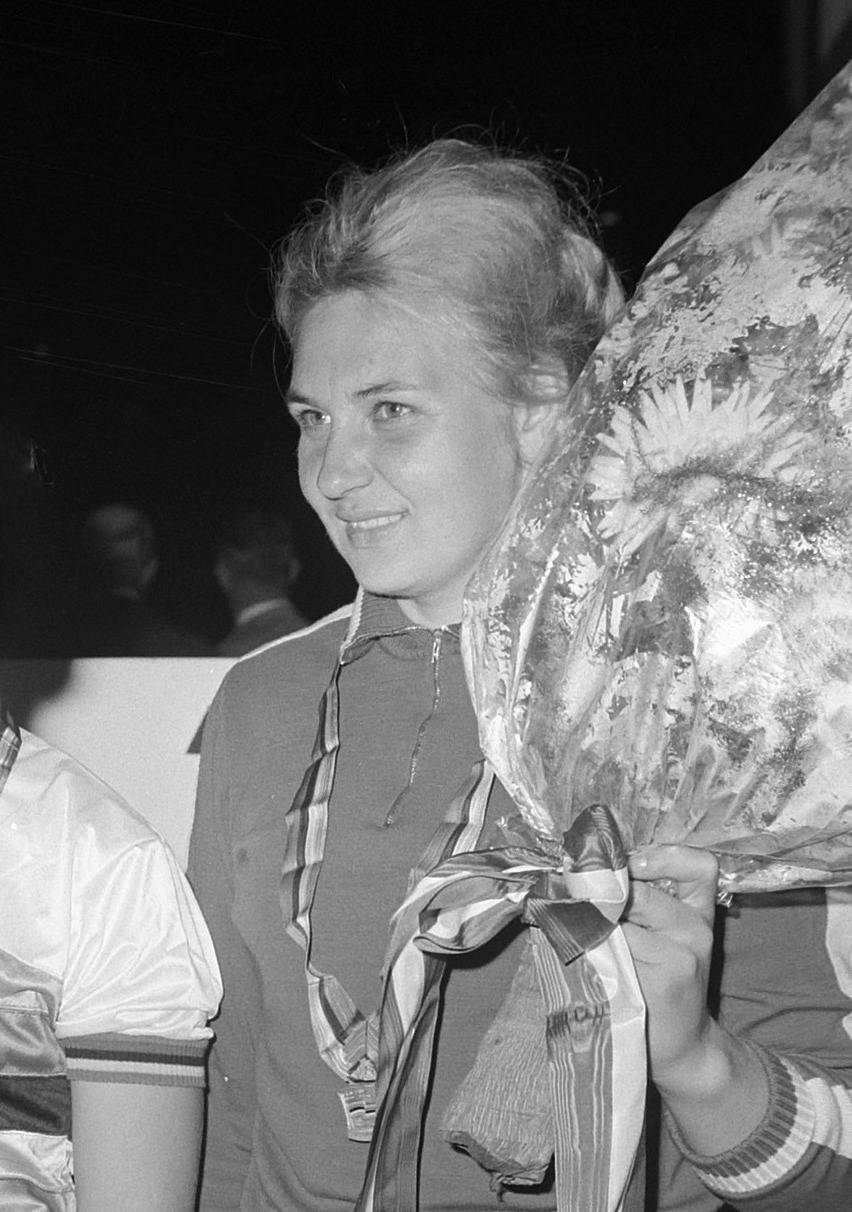
Galina Nikolajewna Jermolajewa, 1967

Galina Nikolajewna Jermolajewa (russisch Галина Николаевна Ермолаева, verh.: Васильева, Wassiljewa; * 4. Februar 1937 im Rajon Nowochopjorsk, Oblast Woronesch) ist eine ehemalige sowjetische Bahnradsportlerin, sechsfache Weltmeisterin und erfolgreichste Bahnsprinterin aller Zeiten.
Galina Jermolajewas einzige Disziplin war der Sprint auf der Bahn. Ihre internationale Karriere dauerte von 1957 bis 1972. In diesen Jahren gewann sie sechsmal Gold bei UCI-Bahn-Weltmeisterschaften (1958 in Paris, 1959 in Rocourt, 1960 in Leipzig, 1961 in Zürich, 1965 in San Sebastian und 1972 in Marseille), fünfmal Silber (1963 in Rocourt, 1964 in Paris, 1969 in Brno, 1970 in Leicester sowie 1971 in Varese). Viermal errang sie zudem Bronze (1967 in Amsterdam, 1968 in Rom, 1973 in San Sebastian und 1975 in Rocourt).